# Бретаузен
Бретаузен (њем. Bretthausen) општина је у њемачкој савезној држави Рајна-Палатинат. Једно је од 192 општинска средишта округа Вестервалд. Према процјени из 2010. у општини је живјело 185 становника. Посједује регионалну шифру (AGS) 7143214.

## Географски и демографски подаци
Бретаузен се налази у савезној држави Рајна-Палатинат у округу Вестервалд. Општина се налази на надморској висини од 575 метара. Површина општине износи 3,4 km². У самом мјесту је, према процјени из 2010. године, живјело 185 становника. Просјечна густина становништва износи 55 становника/km².